# Shang Tsung
Shang Tsung é um personagem da série Mortal Kombat, na forma de um feiticeiro chinês eventualmente aliado à Exoterra, principal antagonista e chefe final do primeiro jogo da série, lançado em 1992. Seus poderes incluem absorver a alma de outros pessoas/adversários e também podia transformar-se nelas. Foi originalmente interpretado por Eric Kincaid

## Criação
Durante a concepção de Mortal Kombat em 1991, John Tobias criou um antagonista, originalmente batizado "Shang Lao", baseado no estereótipo do 'feiticeiro chinês' presente em filmes de artes marciais, com influência visível de Lo Pan do filme Big Trouble in Little China. A ideia original era de que Shang Tsung foi um traidor humano que vendeu sua alma ao ser corrompido pela Exoterra. O personagem foi envisionado como o carrasco que decapitaria o jogador derrotado, antes de surgir o conceito de finalizações (fatality), com Daniel Pesina lembrando que uma "katana de plástico" estava presente durante as filmagens visando esse conceito. Outro conceito descartado foi uma personagem chamada "Kitsune", que seria a filha de Tsung, que foi levada pelo vencedor do torneio, algo depois reaproveitado na personagem Kitana
Shang Tsung foi originalmente interpretado por Eric Kincaid, mas no jogo final também é representado por Ho-Sung Pak, que é o único creditado, com maquiagem de idoso. Seu poder mais conhecido, de no duelo como chefe final, é o de transformar-se nos outros personagens (surgindo para acomodar-se às limitações técnicas do arcade que não tinha memória suficiente para multiplas imagens de Shang Tsung).
Na continuação Mortal Kombat II, John Tobias queria poder incorporar a 'forma verdadeira' de Tsung, um demônio desfigurado, mas apenas o retrabalhou como um jovem, interpretado por Phillip Ahn, em contraste ao idoso do jogo original. O personagem também se tornou jogável pela primeira vez, embora sua habilidade de se transformar não incluísse metamorfose nos chefes. Em várias das continuações antes de Mortal Kombat 9, a transformação não foi muito usada, algo que Ed Boon explicou como sendo consequência de falta de memória. Em Mortal Kombat 3, Shang Tsung, agora interpretado por John Turk, passou a ter longos cabelos, que Tobias queria soltos, mas os problemas técnicos destes balançando enquanto o personagem pulava levou-os a serem presos em um rabo de cavalo. O diretor de arte da série, Herman Sanchez, disse que ao longo da série tentou ressaltar o "ar de realeza sinistra" de Tsung.
Mortal Kombat 11 tem Shang Tsung, um dos primeiros personagens disponíveis para download, interpretado por Cary-Hiroyuki Tagawa, que também fez o personagem no cinema.

## História do personagem

### Origens
Quase todo o passado de Shang Tsung é um mistério. De acordo com a primeira revista em quadrinhos de Mortal Kombat, Shang Tsung foi amaldiçoado por "seus deuses", no qual sua maldição não era apenas derrotar o inimigo, mas retirar-lhe a alma, para que Tsung não envelhecesse rapidamente. Um efeito colateral dessa maldição foi que Shang Tsung poderia utilizar a memória e habilidades da pessoa que acabara de derrotar. Ele então participou do torneio Mortal Kombat e se tornou o grande campeão, até que um monge shaolin chamado Kung Lao (ancestral de Liu Kang e Kung Lao) o derrotou.
Shang Tsung retornou anos depois, com uma aparência bem mais velha e depois da morte de um dos três Grandes Mestres do torneio. Junto com ele veio o príncipe dos Shokans, Goro, que foi requisitado pelo imperador de Outworld, Shao Kahn, para finalmente vencer o torneio e enfraquecer o portal entre o Outworld e a Terra, para assim poder invadí-la. Mesmo lutando valentemente, o grande Kung Lao foi derrotado e morto por Goro. Shang Tsung então consumiu sua alma e o domínio de Outworld no torneio começou. Shang Tsung conheceu outro feiticeiro, Quan Chi, que estava a procura do amuleto de Shinnok, cuja localização era conhecida apenas pelos monges Shaolin. Por ter consumido a alma do grande Kung Lao, Shang Tsung sabia onde encontrar o amuleto. Em troca da localização do amuleto e do mapa dos elementos, Quan Chi e Shinnok prometeram ajudar Shang Tsung a cumprir a tarefa designada pelo Imperador Shao Kahn, mas Tsung não falou que nenhum feiticeiro poderia entrar no templo onde o amuleto estava.

### Mortal Kombat
Depois de 500 anos, enquanto Goro permaneceu invencível, o torneio caia cada vez mais nas mãos de Shang Tsung. Ele tornou-se o único Grande Mestre do torneio e mudou o local do torneio para sua ilha - na verdade, uma área entre Earthrealm e Outworld. Perto do fim desse período, Shang Tsung conhece Kenshi. Percebeu que Kenshi poderia ser facilmente explorado, pois era muito orgulhoso. Então ele se disfarça de um velho chamado Song e manipula Kenshi para libertar seus ancestrais guerreiros, deixando Kenshi cego durante o feito.

### Mortal Kombat II
Durante o décimo torneio, onde seria a vitória final para que Shao Kahn pudesse invadir a Terra, Liu Kang, um monge Shaolin, e então com Johnny Cage derrotando Goro quebrando a invencibilidade e os planos do Outworld, e assim permitindo que Liu Kang desafiasse Tsung no Mortal Kombat, para restaurar a honra do torneio. Liu Kang então venceu Shang Tsung, e o mesmo foge para Outworld. Após Shao Kahn saber da derrota, Shang Tsung implorou por sua vida. Ele disse ao Imperador que desafiaria o Earthrealm para o Mortal Kombat no Outworld, e eles poderiam aceitar ou perder. Kahn concordou com o plano, e restaurou a juventude de Shang Tsung. Enquanto o torneio servia de diversão, Shao Kahn pode continuar com seu próprio plano, 10.000 anos em planejamento: de retornar à vida a rainha Sindel.
Durante o torneio, e mesmo após ter sua juventude restaurada, Shang Tsung perde para Liu Kang, desta vez na frente de Shao Kahn. Após a derrota de Shang Tsung nas mãos de Liu Kang, Shao Kahn consegue terminar de reviver Sindel com a ajuda de seus Feiticeiros da Sombra. Graças à ajuda de Quan Chi e Shinnok, a alma de Sindel pode finalmente reviver - mas em Earthrealm e cheia de maldade.

### Mortal Kombat 3
Quando a rainha Sindel reviveu em Earthrealm, Shao Kahn poderia alcançá-la entre os reinos e recuperá-la, forçando a fusão de Earthrealm com Outworld. Shang Tsung guiou um dos exércitos de exterminação de Kahn para aniquilar os lutadores que Raiden proteje. Apesar de ter mais poder que antes, Tsung perde mais uma vez para Liu Kang. Com a derrota de Kahn, Shang Tsung se retira com ele para Outworld, quando a fusão foi invertida. Tsung seria então aprisionado por falhar na ajuda da fusão mestra entre Earthrealm e Outworld. Ele foi solto periodicamente para fazer a tarefa de Kahn, mas foi solto completamente após ganhar a confiança de Shao Kahn novamente.

### Deadly Alliance
5 anos mais tarde, Shang Tsung encontra Quan Chi no pátio de seu palácio, lutando contra Scorpion. Quando Quan Chi o derrotou, deu a Shang uma oferta: se ele lhe ajudasse a reviver o exército do rei dragão por meio da sua habilidade de manipular almas, ele abriria um "Soulnado" para o Céu, (na intro do Deception aparece o Soulnado ao fundo, enquanto Shang Tsung e Quan Chi lutam contra Raiden) dando uma fonte infinita de almas. Tsung aceitou, formando assim a Deadly Alliance. Porém, precisariam remover dois maiores obstáculos: Shao Kahn e Liu Kang.
Shang Tsung foi apresentar Quan Chi à Shao Kahn, quando os dois atacaram e mataram Shao Kahn (no entanto, na versão do Mortal Kombat: Deception do Game Cube, Shao Kahn releva que eles mataram apenas um clone). Após matar Kahn e aceitando a oferta de Kano para unir-se a eles, viajaram com um portal ao Earthrealm e à academia de Wu Shi. Lá, Shang Tsung disfarçou-se de Kung Lao e aproximou-se de Liu Kang. Enquanto Liu treinava seu kata, Shang reveou sua verdadeira forma e atacou Liu. Embora Liu tivesse golpeado Shang, Quan Chi o ataca por trás, dando a Shang a oportunidade de fazer sua vingança, matando-o logo em seguida, e absorve sua alma.
Shang Tsung não confiou inteiramente em Quan Chi. Quando Shang retornou para Outworld, deu a Drahmin e Moloch, que tinham escapado de Netherealm, uma oferta: após Tsung executar sua parte do plano, Quan Chi, que os dois odiavam por ter abandonado eles naquele poço infernal após prometer livrá-los, seria deles para o que quisessem fazer com ele.
A Deadly Alliance comandou as tropas de Kano para forçar uma pequena vila de Outworld a construir um palácio novo para abrigar o Soulnado. Quando um dos cidadãos, Li Mei, atacou Kano, eles ofereceram livrar a vila se ela ganhasse o torneio. Ao mesmo tempo, eles se aproximaram de Mavado, oferecendo um acordo: poderia ganhar o direito de lutar com Kano na troca de eliminar Kenshi, que tem espiado Tsung. Mavado realizou sua missão, e a Alliance realizou seu desejo. Li Mei, ganhando o torneio local, exigiu a recompensa, mas ao invés disso, Shang Tsung começou a transferir a alma dela para um dos guerreiros mumificados do exército de Onaga. Foi nesta hora que as forças de Earthrealm, lideradas por Raiden, atacaram. Li Mei foi salva por Bo' Rai Cho, que escapou com ela, mas o restante dos guerreiros atacaram a Aliança.
Os dois derrotaram os campeões de Earthrealm (com Shang Tsung vitorioso em uma batalha um contra um contra o melhorado Kung Lao) e finalmente Raiden. A vitória, entretanto, não estava completa. A ambição de Shang Tsung pelo poder e a suspeita de Quan Chi finalmente vieram a tona. Os dois lutaram, mas Quan Chi saiu vitorioso. Mas após derrotar Tsung, ele se depara com Onaga revivido. Tsung recupera a consciência, e reconhece que o rei dragão é uma ameaça maior, ajudando Quan Chi a atacá-lo. Momentos depois, o deus do trovão os ajuda, mas seus esforços juntos não poderiam parar o antigo imperador de Outworld, que tinha ressurgido para conseguir o amuleto de Shinnok e comandar novamente seu antigo exército. Como última esperança, Raiden elabora uma explosão e se sacrifica, matando Shang Tsung e Quan Chi. As almas que eles consumiram durante os anos foram libertadas, incluindo a de Liu Kang.

### Armageddon
A própria alma de Shang Tsung foi magicamente extraida para Outworld, onde foi entregue à Shao Kahn. Tsung prometeu sua alma ao imperador anos antes: este acordo estava ligado, mesmo através da morte. Kahn providenciou a Tsung um corpo para recuperar seu reino de Mileena. Embora Tsung esteja limitado a servir Kahn, uma oportunidade surge quando ele descobre que Quan Chi está vivo. Quan Chi traz um plano de Shinnok para tirar um grande poder das forças da escuridão, e Tsung percebe que se ele pegar o poder para si próprio, ele poderia separar sua ligação com Shao Kahn. Até sua oportunidade surgir, Tsung finge lealdade ao imperador.

### MK1
O jogo MK1 exibe a biografia de Shang Tsung, apresentada por Warner Bros. Games e NetherRealm Studios, no universo recriado pelo deus Liu Kang, uma nova era com versões diferenciadas da vida dos personagens. Liu Kang acreditava que Shang Tsung era uma possível ameaça, assim fez ele renascer na nova era sem poderes mágicos, por isso vive de pequenos golpes na Exoterra através da venda de poções mágicas/milgarosas falsas. Mas, após ser linchado quando a população descobriu a farasa, este recebe a visita de uma misteriosa mulher (Kronika) que lhe oferece poderes para torna-lo um verdadeiro feiticeiro.
"Shang Tsung cresceu nos remansos de Outworld. Muito preguiçoso para trabalho árduo e desajeitado para trabalho honesto, ele ganha a vida vendendo curas de charlatão e magia falsa. Embora os produtos fossem inúteis, seu charme fácil sempre fechava o negócio. Shang Tsung foi resignado a essa vida difícil. Mas, então, um dia um estranho misterioso chegou, prometendo fazer dele um poderoso feiticeiro. Ainda que tenha desconfiado da oferta, foi uma que ele não poderia recusar."

## Em outras mídias
Em Mortal Kombat: O Filme, Shang Tsung é o principal vilão, interpretado por Cary-Hiroyuki Tagawa. Tagawa. James Lew interpretou Shang no curta-metragem Mortal Kombat: Rebirth e o terceiro episódio da websérie Mortal Kombat: Legacy. Quando a série foi renovada para uma segunda temporada, Tagawa foi trazido de volta para o papel. Na série Mortal Kombat: Legacy, Shang Tsung é interpretado por Bruce Locke, onde se mostra o personagem sendo derrotado pelo Grande Kung Lao, ancestral de Kung Lao. O ator singapurano Chin Han interpreta Shang Tsung no filme de 2021.
Shang Tsung aparece como vilão nas animações Mortal Kombat: Defenders of the Realm e Mortal Kombat Legends: Scorpion's Revenge.